# نیکون دی۳ایکس
نیکون دی۳ایکس (به انگلیسی: Nikon D3X) یک دوربین عکاسی تک‌لنزی بازتابی ساخت شرکت نیکون است.